# Марди
„Марди“ (на английски: Mardi, and a Voyage Thither) е приключенски роман от американския писател Херман Мелвил, който е издаден през 1849 година. На български език е преведен от Теодора Давидова.

## Сюжет
Това е разказ за едно приключение в митичен полинезийски архипелаг. В тази творба всичко е построено върху условно алегорични образи и ситуации. Тя започва с класическото търсене на изгубената любов, за да се превърне в дълбоко и символично изследване на човешката съдба изобщо.

## Превод и издаване в България
- 1983 – Херман Мелвил. Избрани произведения в 5 тома. Том 2:Марди. Прев. от англ. Теодора Давидова Изд. „Георги Бакалов“. Варна, 1983.